# Cercy-la-Tour
Cercy-la-Tour település Franciaországban, Nièvre megyében. Lakosainak száma 1683 fő (2022. január 1.). Cercy-la-Tour Saint-Gratien-Savigny, Diennes-Aubigny, Fours, Montambert, Saint-Hilaire-Fontaine, Thaix és Verneuil községekkel határos.

## Népesség
A település népességének változása:
| Lakosok száma | 1861 | 1772 | 1792 | 1746 | 1730 | 1713 | 1697 | 1685 | 1683 |
|               | 2013 | 2015 | 2016 | 2017 | 2018 | 2019 | 2020 | 2021 | 2022 |